# Clitoria ternatea
Кліто́рія трійча́ста (Clitoria ternatea) — вид рослин роду Кліторія родини Бобові.

## Назви
В англійській мові кліторія трійчаста має багато назв: «блакитний горох» (англ. blue pea), «метеликовий горох» (англ. butterfly pea), «горох Дарвіна» (англ. Darwin pea), «азійські голубині крила» (англ. Asian pigeonwings). Родова назва пов'язана зі словом «клітор» — на нього схожі квіти рослини. Німецька назва рослини — «сороміцька квітка» (нім. Schamblume).

## Будова
Багаторічна трав'яна повзуча рослина з овальним листям. Яскраві сині квітки досягають 4 см довжини та 3 см ширини. Плід — довгий плоский стручок 5-7 см довжини з 6-10 горошин, які можна їсти, поки вони молоді.

## Життєвий цикл
Утворює симбіоз з бактеріями різобіями, що допомагають Clitoria ternatea забирати азот з повітря та переробляти у зручний для рослини вигляд.

## Поширення та середовище існування
Завдяки людям поширилася у тропічних країнах світу. Щодо походження тривають суперечки. Одні джерела вказують Африку, Латинську Америку та Азію.

## Практичне використання
Кліторію трійчасту вирощують як декоративну рослину, що не потребує пильного догляду. Оскільки рослина здатна засвоювати й накопичувати атмосферний азот, Clitoria ternatea вирощують на бідних азотом ґрунтах.
Сушені квіти використовують для зафарбовування їжі (рис) та напоїв (чай) у синій колір. У Таїланді з квітів Clitoria ternatea та цимбопогону (лимонна трава) виготовляють синій чай. Додавання соку лимону змінює колір чаю на рожевий.

## Галерея

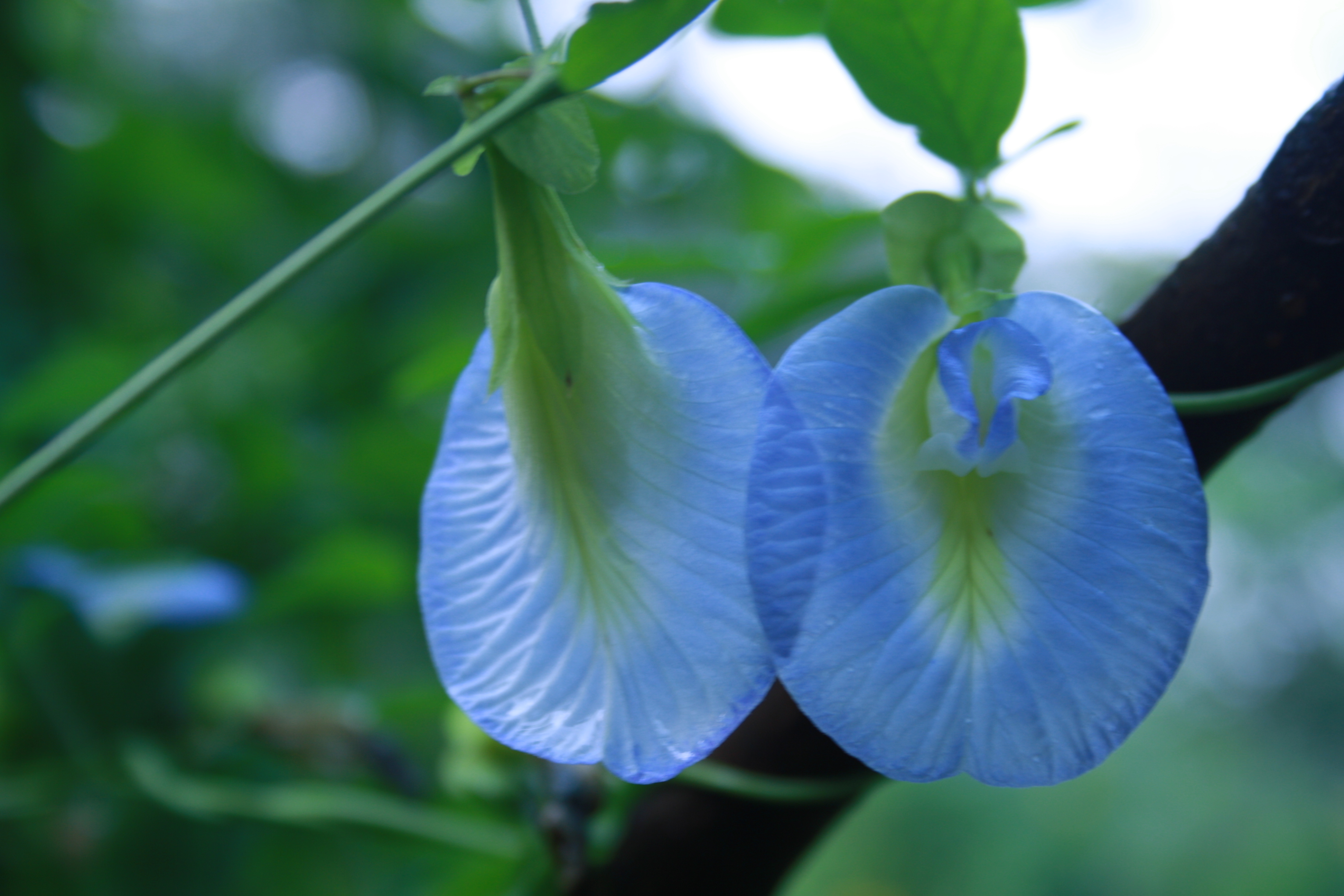
Квітка ззаду та спереді
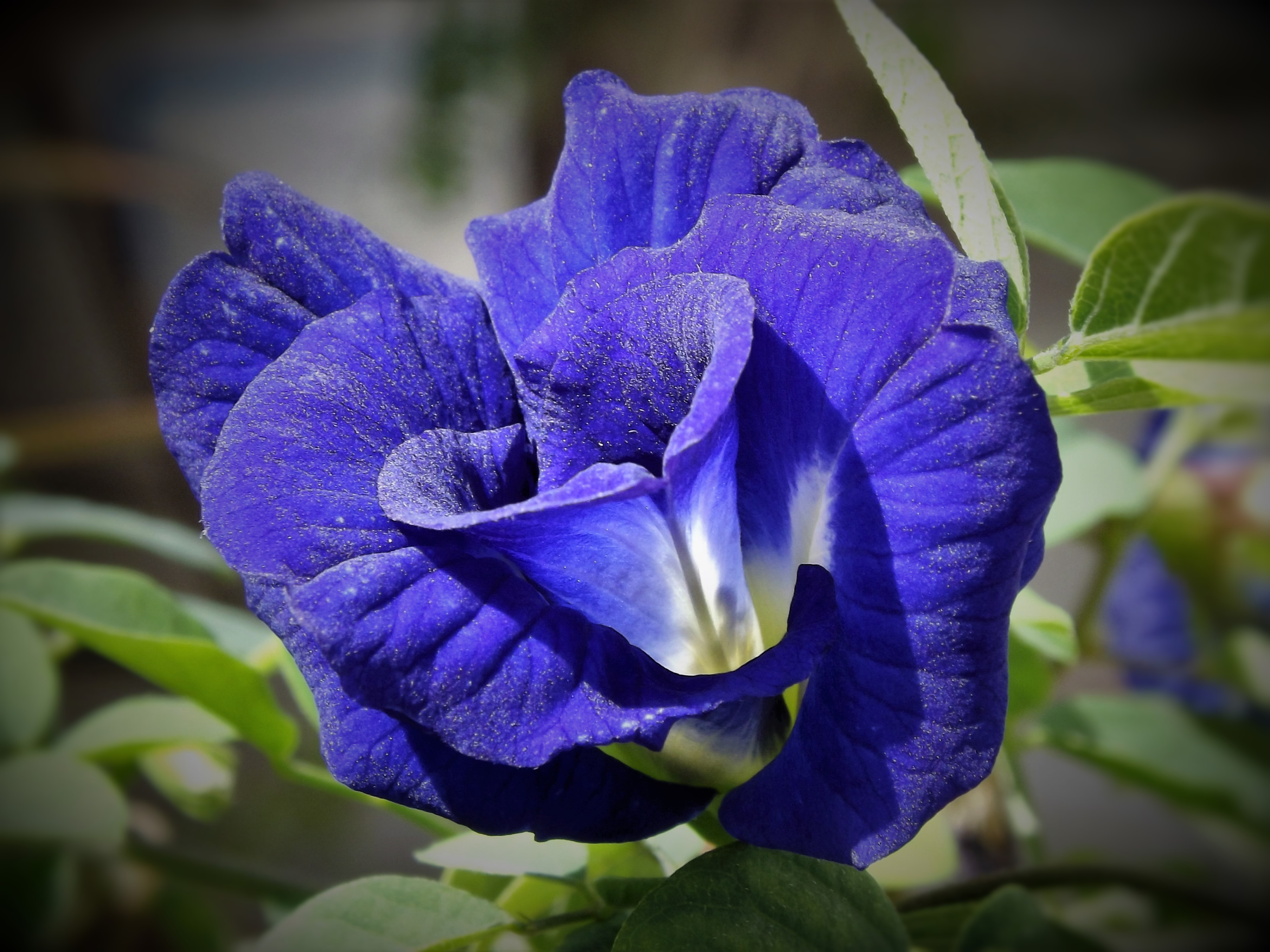
Clitoria ternatea у Венесуелі
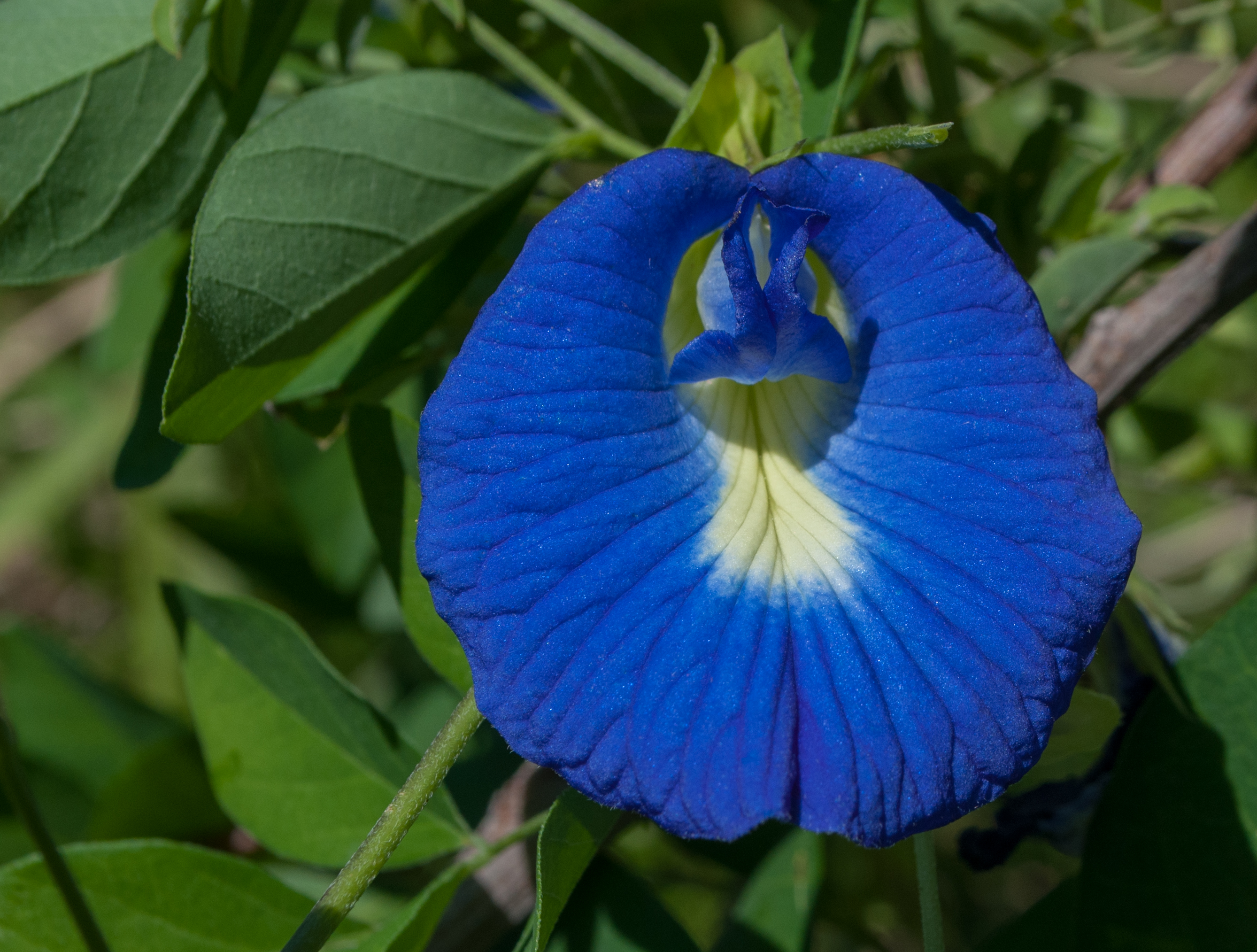
Clitoria ternatea у Венесуелі
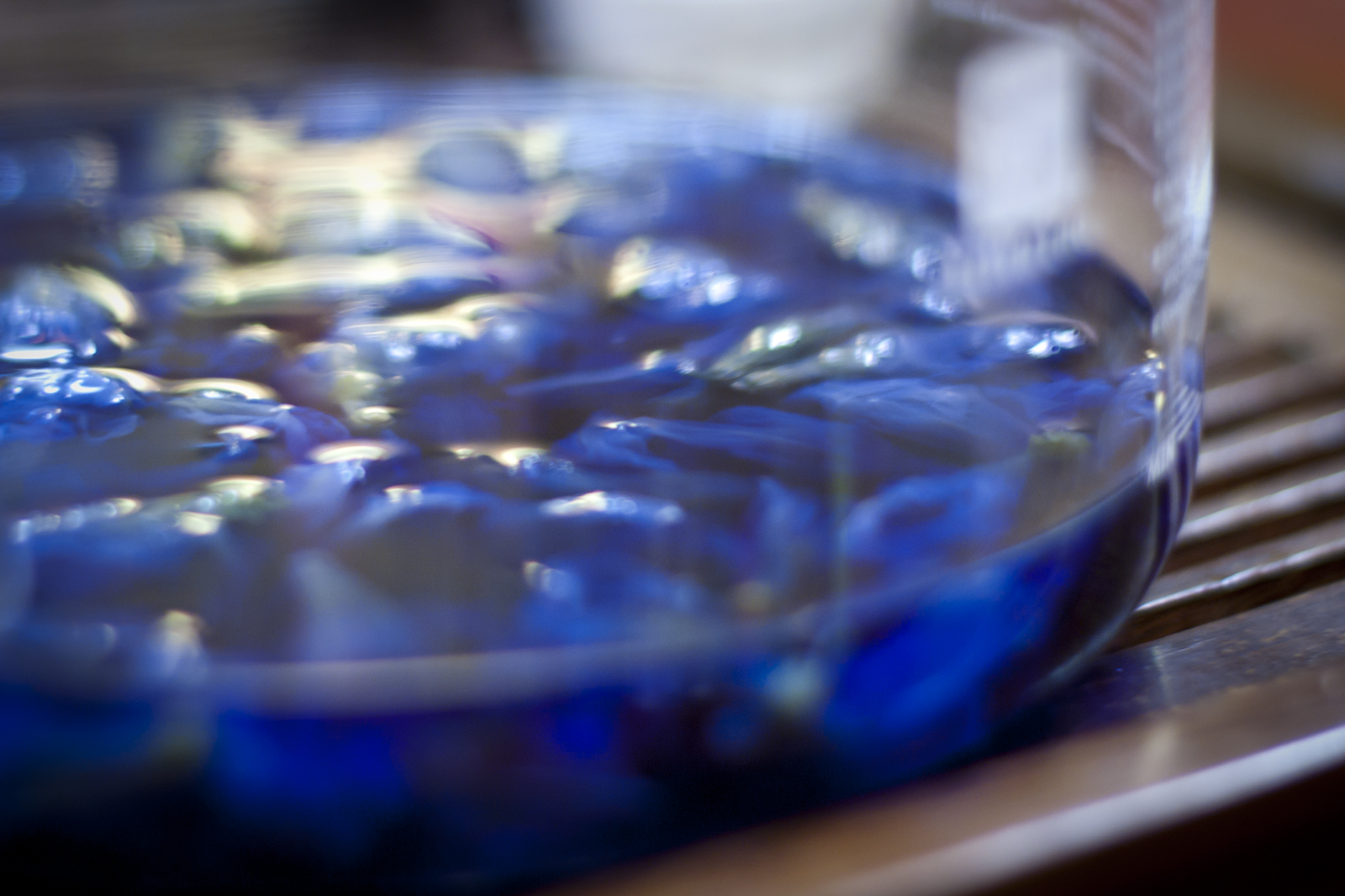
Чай з Clitoria ternatea
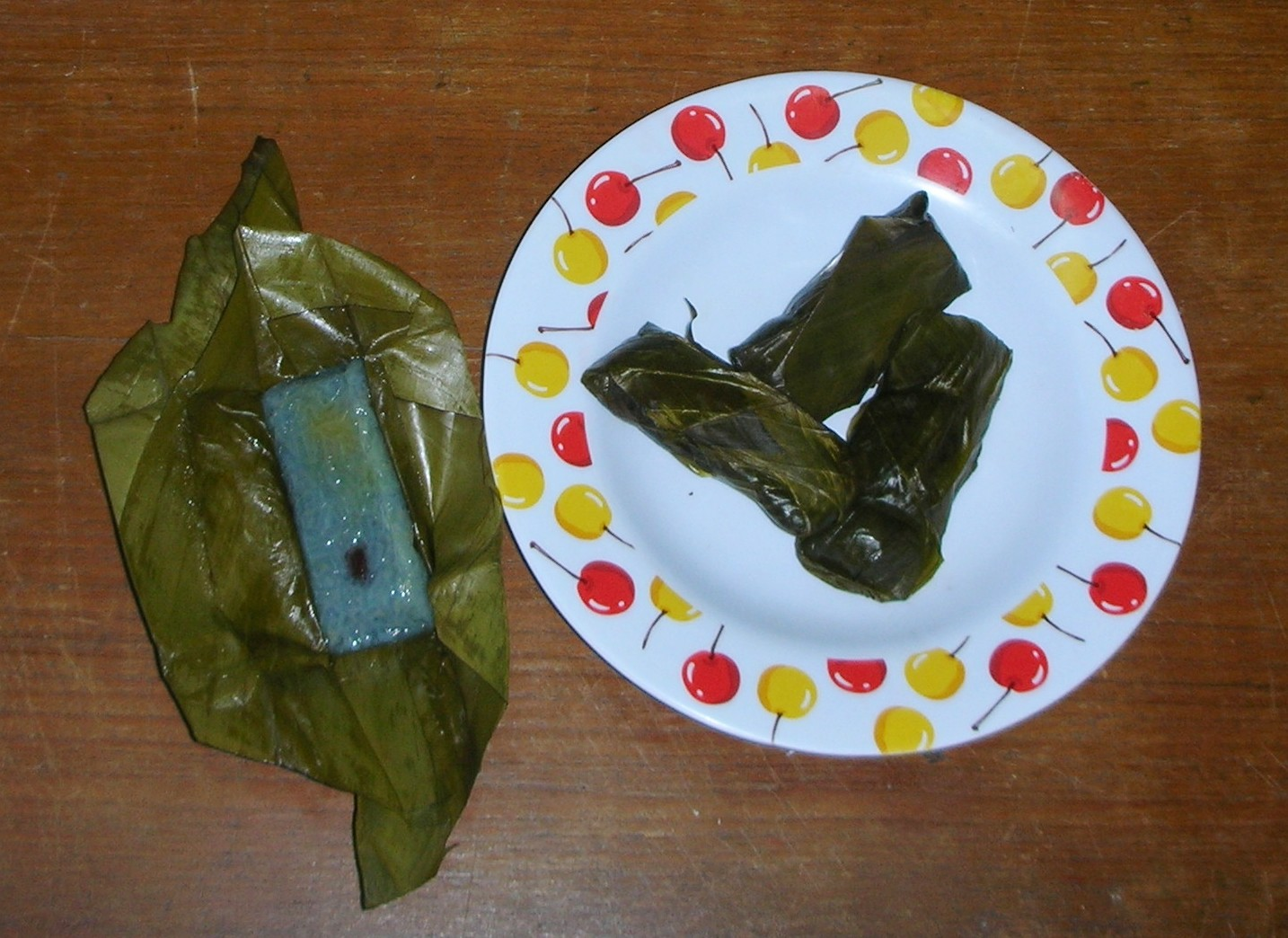
Тайська страва «кхао том» зафарбована за допомогою Clitoria ternatea
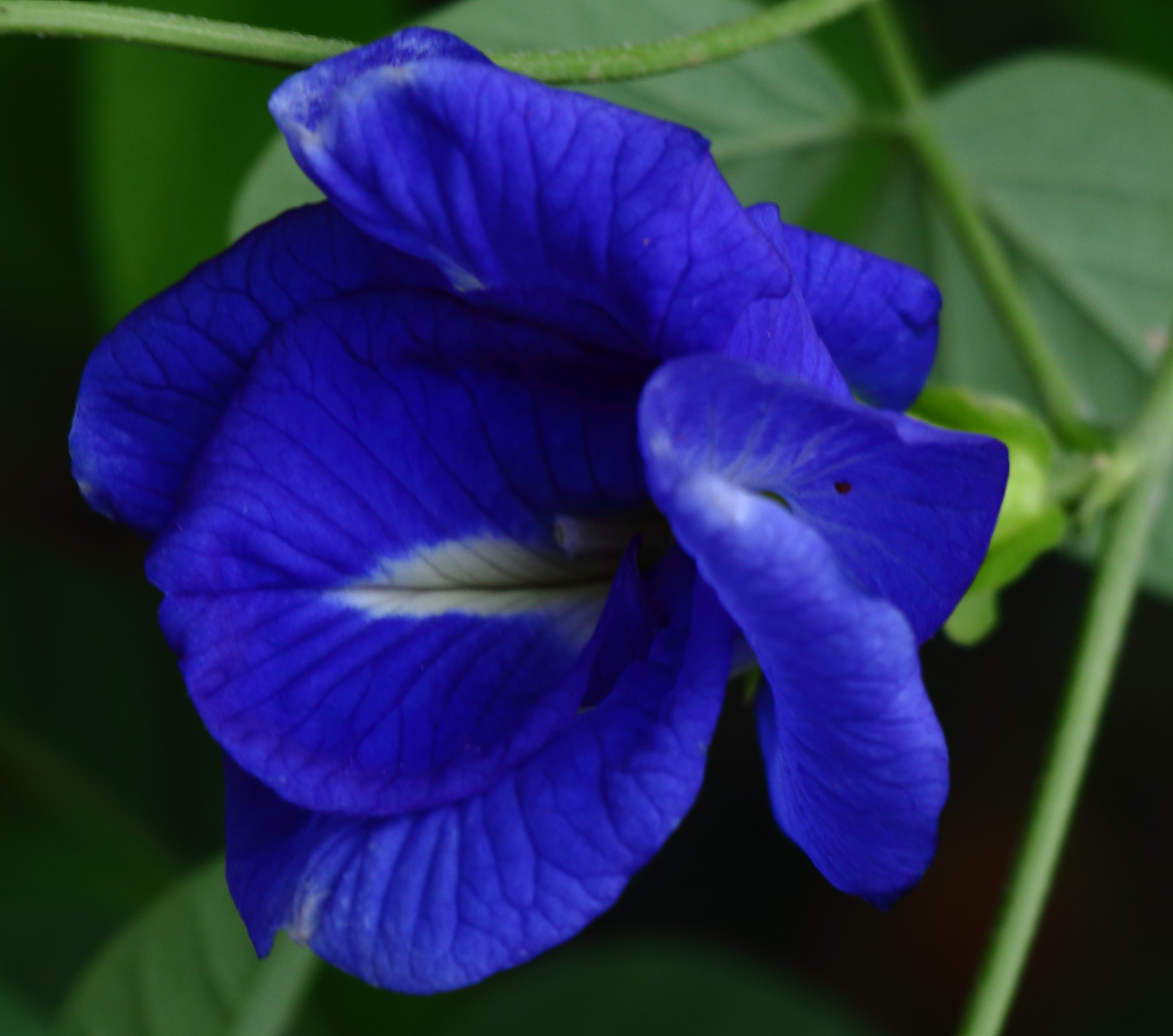
Махровий сорт
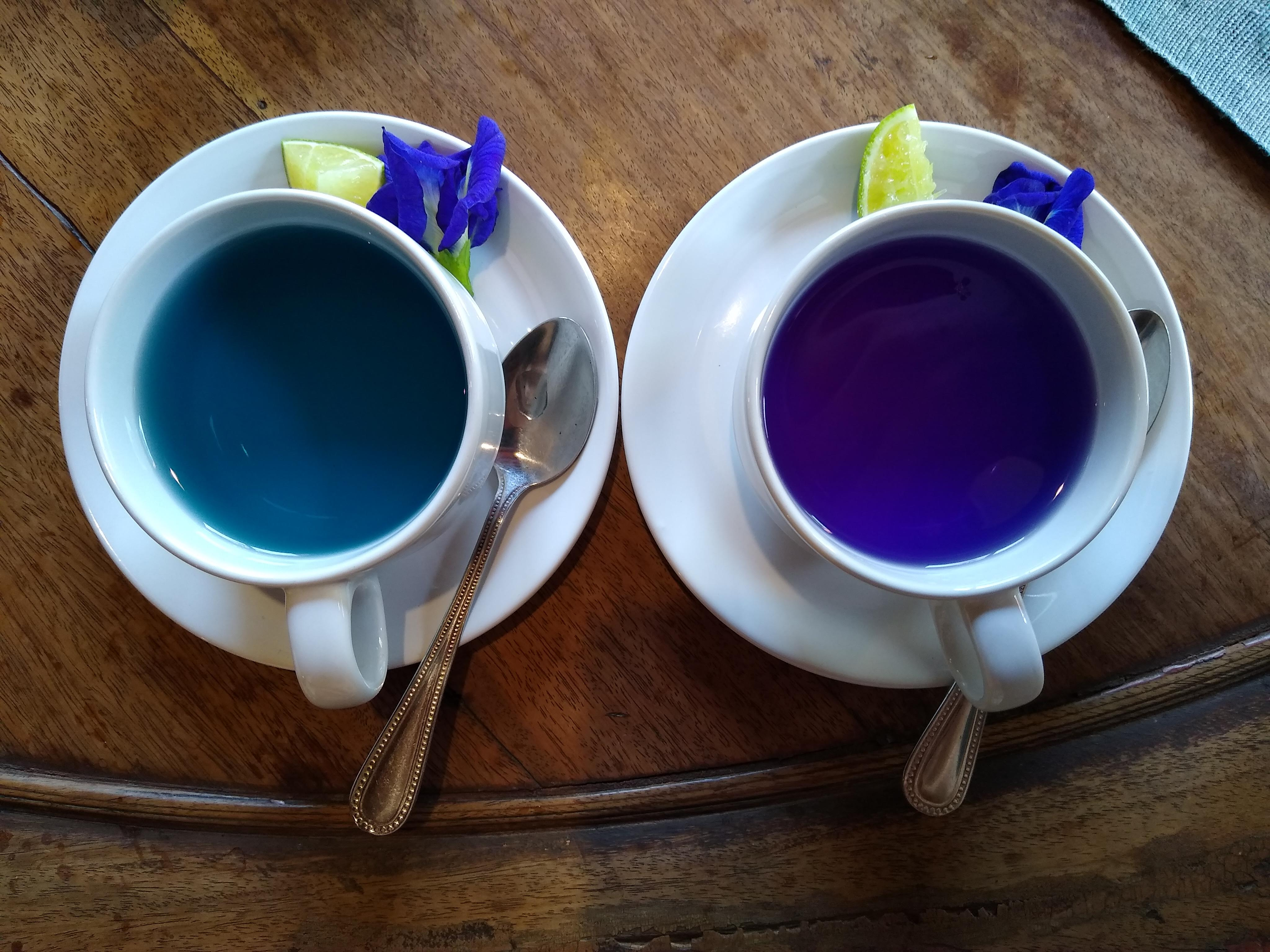
Синій чай різних відтінків